# Fælledparken
Fælledparken er en folkepark på Østerbro i København, med et areal på 0,5 km2 (ca. 59 ha), der blev anlagt i årene 1908-1914 af landskabsarkitekt Edvard Glæsel, ingeniørerne Svend Koch og O.K. Nobel i samarbejde med Københavns Kommune. 
Den blev anlagt på den fælledgrund, der tidligere udgjorde de militære områder på Nørrefælled, Østerfælled og Blegdamsfælled. Trioen Koch, Nobel og Glæsel havde vundet en ud af to højeste præmier i en åben konkurrence om en "folke- og idrætspark" i 1905.

## Fælledparkens tidligste periode
I 1893 indgik Københavns kommune og staten en aftale om en opdeling af arealerne, hvorved den nuværende Universitetsparken, Rigshospitalet og den tidligere Gardehusarkaserne tilfaldt staten. Både stat og kommune havde planer om at bebygge arealerne, men på grund af københavnernes stigende interesse for friluftsliv blev kommunens byggeplaner bremset.
Borgmester Jens Jensen, der havde været primus motor i etableringen af dette åndehul, plantede det første træ i parken 26. april 1909. Promenadevejen, der oprindeligt slyngede sig gennem parken fra Nørre Allé hele vejen til den nuværende Poul Henningsens Plads, blev i 1928 opkaldt efter Jens Jensen. Strækningen gennem parken nord for Østre Allé er i dag nedlagt, mens strækningen syd for blev omdøbt til Edel Sauntes Allé i 2009.
I tiden omkring 1. verdenskrig blev en strimmel af Fælledparken reserveret til randbebyggelse, og mange gullaschbaroner opførte her store palæer, der senere blev ambassader og advokatkontorer. Poul Henningsen var i Kritisk Revy stærkt kritisk over for de huse, der skød op langs Øster Allé og Blegdamsvej. Københavns Kommune havde mageskiftet dele af Fælledparken, nemlig Rigshospitalet og Niels Bohr Instituttets kommende arealer, mod selv at få en strimmel af Kongens Have til en udvidelse af Gothersgade. PH var kritisk over for denne kortsigtede skalten og valten med offentlige grunde.  
Filosofgangen, populær blandt joggere, danner en ca. 1,2 km lang rundtur i den mindre nordlige del af parken og en cirka 1,7 km lang rundtur i den større sydlige del.

## Fredning
Fælledparken blev fredet 1956. Fredningen skulle forhindre, at der blev snuppet flere bidder af fælleden, hvilket var sket med etableringen af randbebyggelsen (bl.a. Den Danske Frimurerorden (1927) og Niels Bohr Institutet (1920), med Rigshospitalet (1910 og 1970), med Rockefeller Instituttet (1928) og med Universitetsparken (1930'erne).

## Anvendelse

### Hestevæddeløb
De første organiserede hestevæddeløb i Danmark blev afviklet på fælleden i 1771 på initiativ af den engelskfødte Dronning Caroline Mathilde. Kongens og dronningens livlæge Struensee organiserede løbene. Efter afsløringen af Struensees forhold til dronningen og Struensees efterfølgende henrettelse i 1772 blev løbene forbudt.
I 1832 blev der igen afholdt løb på fælleden, men Treårskrigen satte en midlertidig stopper for de populære løb, bl.a. fordi  Christian August af Augustenborg som var den drivende, stod på oprørernes side under krigen. 
Efter afslutningen på Treårskrigen blev løbene på fælleden genoptaget, og i 1859 fik Danmark sin egen godkendte jockeyklub, der blev stiftet under navnet "Dansk Galop (Foreningen Til Den Ædle Hesteavls Fremme)". En af medstifterne var den daværende Kronprins Christian. Det første autoriserede galopløb blev afviklet i 1867 og allerede i 1868 blev det tilladt at spille på hestene for at forbedre foreningens økonomi.

### Idrætsanlæg i og ved Fælledparken
Idræten holdt sit indtog på fælleden i 1860'ene. Den første cricketkamp mellem Jylland og København blev spillet på Østre Fælled i 1867 i øsende regnvejr.
KB begyndte i 1876 at spille langbold. Fodbold kom kort efter med klubben "Football Club", de to klubber trænede ved siden af hinanden på Blegdamsfælleden.
I 1908 bevilligede Københavns Borgerrepræsentation et stort beløb til anlæggelse af en idrætspark på 17 – 18 tønder land, men allerede da, havde B93 lejet 6 tønder land på Fælleden.
I anslutning til selve Fælledparken ligger dette idrætsanlæg med Østerbro Stadion (1912) og Danmarks nationalstadion, Parken (1911), hvor det danske fodboldlandshold og fodboldklubben F.C. København har hjemmebane. Områdets idrætsanlæg  benævntes Centralanlægget og omfattede også Idrætshuset (1914), Østerbro svømmehal (1930), ejendommen på Østerbrogade med Parkteatret, Parkteatrets restaurant og selskabslokaler, træningslokaler og skydebaner, samt frem til Parkens seneste ombyggning, B93s fodboldbanen ved Øster Allé og Per Henrik Lings Allé, samt den gamle hovedtribunen ved Per Henrik Lings Allé med fælledklublokaler og den nu nedlagte Østerbro Skøjtehal (1975-2008). Desutom havde B93 sine tennisbaner og tennishal (1911) som nu er ombygget til atletikhallen Sparta Hallen.
Med nedrivningen af Parkens gamle hovedtribunen af beton (D-tribunen), færdigbygget i 1955 og revet 2009, blev Fælledklubberne hjemløse under nogle år. Kommunen byggede derfor Fælledklubbernes klubhus, Fælledklubhuset, som blev færdig i december 2011. Huset indeholder omklædningsrum med sauna og en café med udsigt ud over Fælledparken. Huset er tegnet af Vilhelm Lauritzen A/S. Fodboldklubberne, Boldklubben Skjold, Boldklubben Heimdal, Østerbro Idræts-Forening, Handelsstandens Boldklub og Boldklubben Viktoria af 1900, træner og spiller kampe på de seks turneringsbaner og den ene kunstgræsbane i Fælledparken. 
Den nye skatepark i Fælledparken overtog i 2009 den gamle skateparks plads. Fælledparkens Skatepark er inddelt i tre sværhedsgrader så alle kan gøre brug af parken.
Fælledparken bruges også til flere løbestævner. Bl.a. et af verdens største motionsløb: DHL-stafetten København med ca. 130.000 deltagere.
Under åren 2001-2012 kørtes Copenhagen Historic Grand Prix, et motorløb med veteranbiler, årligt på alléerne rundt om og i Fælledparken, arrangementet er nu flyttet til Bellahøj Park.

### Andre aktiviteter
Fælledparken årligt har 11 millioner besøgende og bruges året rundt til blandt andet:
- Gå-ture
- Solbadning
- Motionister
- Børnehaver, som besøger parkens legepladser
- Trafiklegeplads[3][4]
- Festivaler som Karneval i København
- Koncerter

Fælledparkens sydlige del lagde indtil 2007 også græs til Flyvevåbnets redningshelikopter. Efter at have modtaget en større donation fra A.P. Møller og Hustru Chastine Mc-Kinney Møllers Fond til almene Formaal, har man nu opført en helikopterlandingsplads på Rigshospitalets tag, hvorefter der næppe bliver flere landinger i Fælledparken.

### Politiske møder
Fællederne var i løbet af den sidste del af 1800-tallet blevet stadigt mere benyttet til forskellige møder, dyrskuer m.v. I denne periode begyndte arbejderbevægelsens traditionsrige møder på fællederne, og det var et af disse møder, der i 1872 førte til det berømte Slaget på Fælleden, som var en konfrontation mellem en gruppe arbejdere og politiet på Nørrefælled 5. maj 1872, Fællederne og Fælledparken har siden været pladsen for større politiske møder i København bl.a de årlige grundlovsmøder 5. juni fra 1870erne og 1. maj-arrangementer. I København foregår 1. maj i Fælledparken. Sådan blev det, da politiet i 1890 forbød arbejderne at gå i demonstration på gaderne. Derfor mødtes arbejderne i stedet på Fællederne. I en overgangsperiode brugte de socialdemokratiske arbejdere Søndermarken til 1 maj festplads (1902-05). Fra 1905 til 1912 benyttedes Rosenborg Have. 
I 1913 stod den ny Fælledpark færdig og 1. maj skulle igen fejres på Fælleden. En af nyskabelserne var en talerstol hugget ud i en kæmpe granitblok. LO’s formand, Carl F. Madsen, var den første taler der samtidig indviede stolen.
Fra 1925 blev det almindeligt med to 1. maj-arrangementer Fælledparken, et socialdemokratisk og et kommunistisk. Under besættelsen blev alle 1. maj-møder og demonstrationer aflyst, men genoptaget efter krigen, I 1968 begyndte det ny parti Venstresocialisterne at deltage i 1. maj-møderne i Fælledparken fra 1969 blev partiet arrangør af et eget arrangement, det år havde Socialdemokratiet og LO ikke noget 1. maj-arrangement i Fælledparken.
I 1970’erne havde 1. maj møderne mange arrangører og blev præget af politisk turbulens med dannelse af nye partier, organisationer og fraktioner. Arbejdsmarkedet blev præget af strejker og høj arbejdsløshed og fagbevægelsen styrkedes medlemsmæssigt. Folketinget havde fra 1973 ti forskellige partier og fra 1975 var der fire arbejderpartier: Socialdemokratiet, SF, DKP og Venstresocialisternem som alle havde 1. maj-møder i Fælledparken. Venstresocialisterne og de mange øvrige fraktioner på venstrefløjen tiltrak en lang række solidaritetskomiteer, venskabsforeninger og Fælledparken blev 1. maj præget af en lang række etniske minoriteter. Med tre arrangører i Fælledparken med hver sit arrangement blev 1. maj en gigantisk festdag hvor man kunne høre talere det ene sted, lytte til musik det andet sted eller få underholdning det tredje sted. Det drejede sig ikke alene om hvem der var arrangør, men også hvor de gode tilbud f.eks i form af mad og musik var til stede. I 1983 var der 120.000 tilhørere i Fælledparken.
I 1981 startede Fremskridtspartiet med 1. maj-møder i Fælledparken. I 1983 blev det for meget for socialistiske demonstranter, der oversmurte lederen Mogens Glistrup med æg og maling og drev partiet ud af Fælledparken.

## Ældre historie
Området, som Fælledparken ligger på, har i middelalderen hørt til landsbyen Serridslev, men i 1525 afløstes landsbyens jord af byen Københavns Fælled. Oprindelsen til Fælledparken er Øster Fælled, som var en af København fælleder, dvs. fælles græsningsarealer for kreaturer, overdrev og som militært øvelsesterræn. "Kloster Fælled" er det navn nordenden af Øster Fælled har efter det tidligere benediktiner-kloster på den anden side af Jagtvej. 
I 1716 lå Zar Peter den Store med 30.000 russiske soldater på Øster Fælled. Det var meningen, at de skulle indgå i et angreb på Sverige for at tilbageerobre Skåne, Halland og Blekinge. 

### Øster Fælled som rettersted
Fælleden blev undertiden også anvendt til henrettelser: Det var her, Johann Friedrich Struensee og Enevold Brandt blev henrettet 28. april 1772 for øjnene af omkring 30.000 mennesker. På en lille høj ud mod Øster Allé står den såkaldte "Struensee-sten". Det er en kvartmilepæl fra Ole Rømers opmåling af de danske landveje i 1690'erne, og den har således intet med Struensee at gøre. Men det var i nærheden af dette sted, Struensee og Brandt blev henrettet. Henrettelsespladsen beskrives i samtiden som liggende "200 alen fra Nøjsomhedsvej", dvs. omtrent hvor parken siden blev anlagt.
Efter slaget på Reden 2. april 1801 blev to af flådens mænd dømt for fejhed. Kaptajnløjtnant Philip Schultz fra linjeskibet Sjælland og kaptajn ved Norske livregiment, Niels Vesterholdt, var sejlet i land, før skibet strøg flaget, og før besætningen fik lov til at gå fra borde. At forlade sin post under et slag er alvorligt, og begge blev dømt til arkebusering i ryggen, dvs at skydes bagfra. Straks efter dommen blev de frataget sabelen, og måtte klæde sig om fra uniform til fangedragt. Men da de 11. august 1801 ankom til retterstedet på Øster Fælled, benådede kronprins Frederik dem med livsvarigt fængsel. (De kom kun til at sidde knapt to år på Munkholmen.) 

### Koleraen 1853
I 1853 brød koleraen ud i København. For at få folk ud af byens værste kvarterer, opføres en barakby på Øster Fælled nord for Trianglen. Det medførte, at Lægeforeningen efter epidemien stoppede opførte seks længer med små boliger til 250 af barakbyens fattige familier. Brumleby, verdens første sociale boligbyggeri, var skabt.

## Mindesmærker
- Milestenen. Parkens ældste element er kvart-milestenen, som er opsat i 1698. Den er orienteret mod Øster Allé, som er den historiske indfaldsvej til København.

- Mindestenen for de omkomne flyvere. Mindestenen står  på hjørnet af Serridslevvej og Gunnar Nu Hansens Plads. På monumentets sokkel er på den ene side indhugget ordene: For danske, der satte livet til i flyvningens tjeneste. På soklens modsatte side er der indhugget foreningens emblem og ordene: Rejst af Foreningen Danske Flyvere 1938.

- Ulrik Birchs mindesten. Mellem Husarkasernen og stadion fandtes en sten med følgende indskrift: Til Minde om Marineflyveren Ulrik Birch. Han blev det første danske Offer for Flyningen. 10. Oktober 1913.

- Fredrik Bajers mindesten. Danske fredsorganisationer og danske kvindeorganisationer rejste 1923 i Fælledparken et af billedhuggeren Einar Utzon-Frank udført mindesmærke for Fredrik Bajer.

- Mindesmærke for F.J. Borgbjerg. Mindesmærke for F.J. Borgbjerg (1866-1936) i bronze og grønlandsk marmor udført af Svend Lindhart 1938-39.

- En fodboldspiller. En bronzestatue af en fodboldspiller af kunstneren Jean Gauguin, hans bror Emil Gauguin var målmand i AB. (1939)